# Forward Operating Site
Forward Operating Site (FOS) (Передовая операционная позиция) — американский военный термин для определения объектов которые могут масштабироваться и поддерживать устойчивые операции, но лишь с небольшим постоянно присутствующим военным складом или персоналом подрядчика. FOS иногда содержат ротационные воинские подразделения и многие из них также располагают заранее размещённое военное оборудование. Эти позиции были созданы когда Пентагон начал решать вопросы региональных угроз, в первую очередь в Африке и Латинской Америке, после Пересмотра Глобальных Позиций, сделанного Пентагоном в 2004 году.
FOS отличается от дислокации сотрудничества по безопасности (англ.  Cooperative Security Location (CSL)), которые имеют небольшие постоянные силы или персонал подрядчика, и от  главных оперативных баз (англ.  Main Operating Base (MOB)), которые располагают крупные постоянные силы и имеют хорошо защищённые позиции.